# John Munday
Pour les articles homonymes, voir Munday.
John Munday [Mundy, Mondy, Monday, Moondaye, Mundies], né le 1555 et mort le 29 juin 1630 à Windsor, est un compositeur et organiste anglais.

## Biographie
Fils de William Munday, John obtint en 1586 son baccalauréat en musique de l’université d’Oxford où il fut reçu docteur en musique en 1624. 
Il succéda à John Merbecke ou Richard Farrant au poste d’organiste de la chapelle Saint-Georges de Windsor où il exerça durant plus de 40 ans.

## Œuvres[3]
- Musique vocale
  - 12 chansons et 15 psaumes (de 3 à 5 voix), éd. Londres, 1594
  - Madrigal (5 voix), 1601
  - Blessed art thou that fearest God
  - Give laud unto the Lord (5 voix)
  - O give thanks unto the Lord (5 voix)
  - O God, my strength and fortitude
  - O Lord our Governor
  - Send aid (incomplet)
  - Sing joyfully unto God our strength
  - Aedes nostra sancta (5 voix)
  - De lamentacione Jeremie (5 voix)
  - Dominus illuminatio mea (3 voix)
  - Dum transisset sabbatum (6 voix)
  - In te Domine speravi (5-7 voix)
  - Judica me Deus (6 voix)
  - Kyrie « in die pasche » (4 voix)

- Musique instrumentale pour clavier dans le Fitzwilliam Virginal Book :
  - Fantasia (FVB 2)
  - Fantasia « Faire Wether » (FVB 3) ; avec ses éclairs et son tonnerre, cette musique « à programme » préfigure la Symphonie Pastorale...
  - Goe from my window (FVB 42)
  - Munday’s Joy (FVB 282)
  - Robin (FVB 15)
  - 5 « In Nomine »

En outre, une petite vingtaine de pièces (toutes vocales sauf une), simplement signées « Munday » sont à attribuer soit à John Munday, soit à son père William Munday.